# Streuselschnecke (Julia Franck)
Die Kurzgeschichte Streuselschnecke von Julia Franck wurde im Jahr 2000 in dem Band Bauchlandung veröffentlicht. Sie handelt von der 14-jährigen Ich-Erzählerin und ihrer gebrochenen, doch liebevollen, Beziehung zu ihrem Vater.
Die eigentliche Identität der Vaterfigur stellt eine Leerstelle in der Geschichte dar, welche erst durch den letzten Satz gefüllt wird.

## Inhalt
Die Ich-Erzählerin erhält zu Beginn der Kurzgeschichte einen Anruf von einem Fremden und fragt sich, ob sie sich auf ein Treffen einlassen solle. Seit einem Jahr lebt sie nicht mehr bei Mutter und Schwester, sondern mit ein paar Freunden in Berlin.
Sie entscheidet sich für das Treffen, macht sich hübsch und geht mit dem Mann in ein Café sowie ein Restaurant, wo er sie seinen Freunden vorstellt, außerdem ins Kino. Kurz darauf darf sie ihn bei seiner Arbeit als Regisseur und Drehbuchautor beobachten.
Die Ich-Erzählerin überlegt, den Mann um Geld zu bitten, traut sich jedoch nicht, danach zu fragen. Sie selbst hat neben der Schule zwei Nebenjobs und hofft, eines Tages etwas „Richtiges“ zu arbeiten.
Zwei Jahre später sagt ihr der Mann, er sei krank. Obwohl er ihr nach eigener Aussage noch ein wenig fremd ist, besucht sie ihn ein Jahr lang immer wieder im Krankenhaus. Der Mann bittet sie um Morphium, um schneller sterben zu können, nach einer Weile des Nachdenkens ignoriert sie seine Bitte. Sie bringt ihm lieber Blumen und bietet ihm Kuchen an, weil sie weiß, dass er Torten mag. Er will Streuselschnecken, und sie bringt ihm diese frisch gebacken und noch warm ins Krankenhaus. Der Mann offenbart, er hätte gerne mit ihr gelebt, aber nun sei es zu spät. Er stirbt kurz nach ihrem 17. Geburtstag. 
Erst im letzten Satz wird durch die Ich-Erzählerin deutlich, dass es sich bei der fremden Männerfigur um ihren Vater handelt und dass ihre Mutter zu wenig über ihn gewusst und ihn nicht geliebt habe. Zur Beerdigung sei nur ihre Schwester erschienen, da ihre Mutter beschäftigt gewesen sei.

## Deutungsansätze
Die Geschichte enthält diverse Leerstellen, welche intuitiv (teils irreführend) vom Leser erschlossen werden und sich erst im letzten Satz tatsächlich offenbaren. Anfangs wird zum Beispiel der Eindruck erweckt, der Mann wäre ein älterer Liebhaber des Mädchens und dies macht ihr Misstrauen nachvollziehbar. Dieses Verständnis schwindet jedoch, sobald man erfährt, dass er ihr Vater ist und die beiden sich nach drei Jahren noch immer fremd sind.
Wie der Titel bereits verrät, stellt das Symbol der Streuselschnecke einen entscheidenden Hinweis auf die Art der Beziehung zwischen Vater und Tochter dar. Die Schnecke an sich kann als Metapher für die langsame Entwicklung der Beziehung gesehen werden. Das Haus der Schnecke steht für den emotionalen Rückzug des Mädchens und Schutz für dieses. Als Metonymie können die frisch gebackenen, warmen Streuselschnecken für Zuneigung und Geborgenheit stehen.

## Erklärung
Die langsame Entwicklung der Beziehung zwischen Ich-Erzählerin und Männerfigur wird im Text immer wieder aufgegriffen. Diese beginnt mit einer fremden Stimme, die Ich-Erzählerin findet den Mann nicht unsympathisch, kennt ihn allerdings später immer noch kaum. Selbst nach zwei Jahren ist er ihr noch etwas fremd und doch weiß sie zum Beispiel, dass er gerne Torte isst.
Das Mädchen braucht recht lange, um sich aus ihrem „Schneckenhaus“ zu wagen. Anfangs ist sie dem Treffen gegenüber sehr skeptisch; später zweifelt sie stark, ob sie ihm Morphium besorgen soll und scheint den nahen Tod ihres Vaters lange verdrängen zu wollen. Trotz ihrer konstanten Skepsis schenkt die Ich-Erzählerin ihrem Vater Streuselschnecken und äußert somit ihre Liebe.

## Ausgabe
- Julia Franck: Streuselschnecke. In: Dies.: Bauchlandung. Geschichten zum Anfassen. Fischer-Taschenbuch-Verlag, Frankfurt/M. 2012, ISBN 3-596-17953-X, S. 44 f.